# NGC 466
NGC 466 је лентикуларна галаксија у сазвежђу Тукан која се налази на NGC листи објеката дубоког неба.
Деклинација објекта је - 58° 54' 35" а ректасцензија 1h 17m 13,5s. Привидна величина (магнитуда) објекта NGC 466 износи 12,7 а фотографска магнитуда 13,6. NGC 466 је још познат и под ознакама ESO 113-34, AM 0115-591, PGC 4632.